# Parroquia de Saint Andrew (Dominica)
Saint Andrew es una de las diez parroquias administrativas en las que se subdivide Dominica. Limita al este con las parroquias de Saint John y  de Saint Peter al sudoeste con la de Saint Joseph y al sureste con la Saint David . La capital de esta parroquia es Wesley.
Con 178.27 kilómetros cuadrados, es la parroquia más grande de la isla] Es también la segunda parroquia más habitada después de Saint George, con una población de 9.981 personas. La densidad poblacional es de 55,47 habitantes por kilómetro cuadrado.

## Localidades
- Wesley
- Woodford Hill
- Calibishie
- Hampstead
- Bense
- Dos D'Ane
- Anse du Mé
- Paix Bouche
- Thibaud

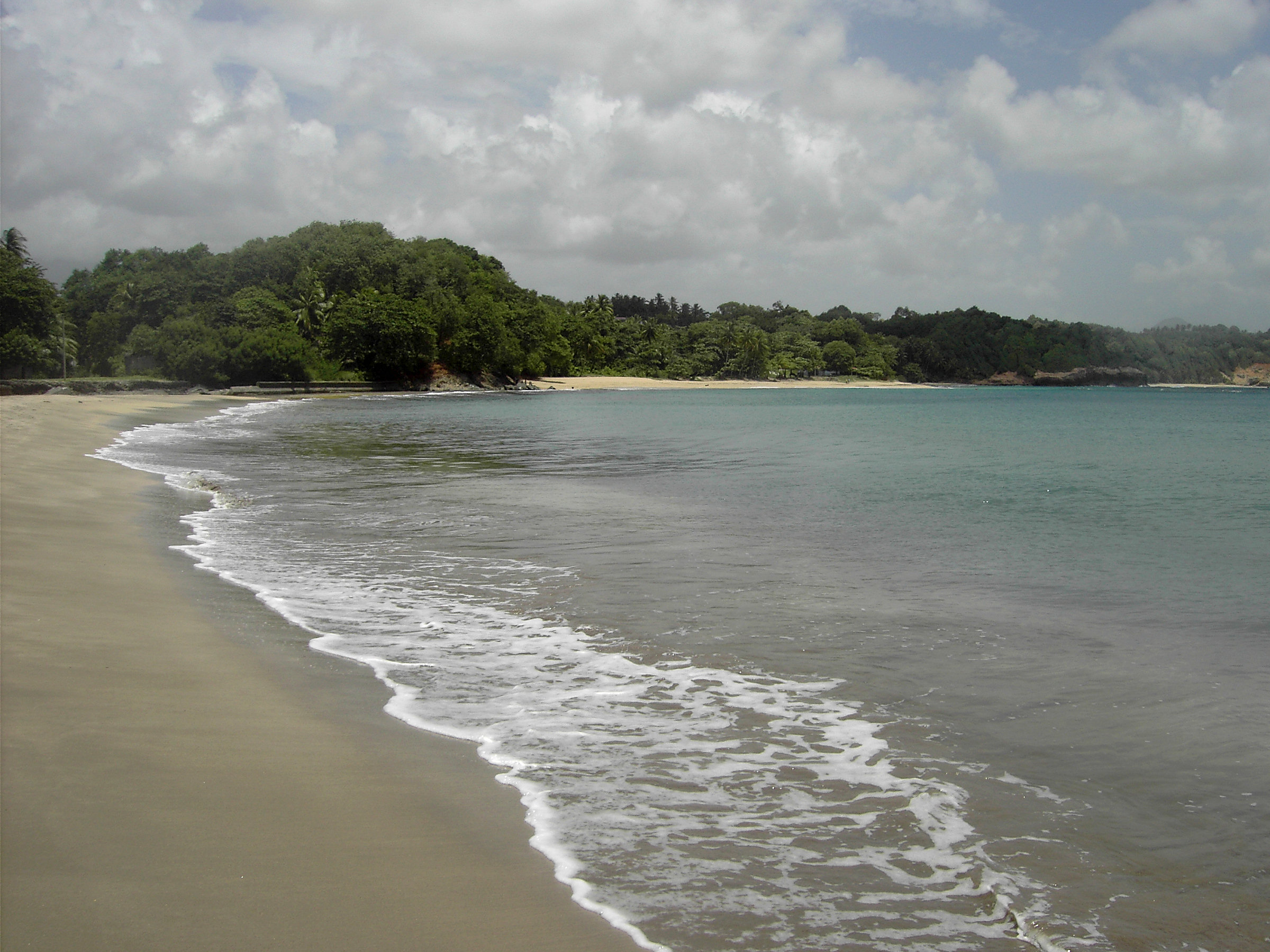
Woodford Hill Bay.

- Vieille Case (conocido como Itassi)
- Penville

## Personalidades famosas
Entre las personalidades relevantes nacidas en esta parroquia se cuentan Wills Strathmore Stevens y el actual primer ministro de Dominica, Roosevelt Skerrit, nacido en Vieille.

## Transporte
En 1982, se hizo un puerto en Anse du Mé; el gobierno de Canadá proporcionó una embarcación permanente para la aldea.

## Industria
Las industrias pesqueras más complejas en Marigot Bay comenzaron a funcionar a mediados del año 2004.